# Barczatka śliwienica
Barczatka śliwienica (Odonestis pruni) – gatunek owada z rzędu motyli i rodziny barczatkowatych.
Wygląd
Skrzydła o rozpiętości 48–66 mm, jasnobrunatne. Na skrzydłach przednich widać wyraźne, brunatne przepaski: wewnętrzne i zewnętrzne. Brzeg boczny skrzydeł jest lekko ząbkowany.
Pokarm
Gąsienice odżywiają się liśćmi śliwy domowej, wiśni i gruszy.
Rozród
Latem (wczesnym) z poczwarek wylęgają się dorosłe owady, które przystępują do składania jaj.
Gąsienice wylęgają się w pierwszej połowie lata i żerują do trzeciego–czwartego linienia. Następnie udają się na sen zimowy w ściółce. Gdy wybudzą się wiosną, kończą żerowanie i gdy wiosna się kończy, przepoczwarzają się nad ziemią w jasnobeżowym kokonie.
Występowanie
Można go spotkać w całej Polsce. Głównie lasy liściaste, zarośla, sady i parki.